# Graça Aranha (gemeente)
Graça Aranha is een gemeente in de Braziliaanse deelstaat Maranhão. De gemeente telt 6.470 inwoners (schatting 2009).